# L'Empire du mensonge
L'Empire du mensonge (Imperio de mentiras) est une telenovela mexicaine produite par Televisa et diffusée entre le 14 septembre 2020 et le 17 janvier 2021 sur Las Estrellas. Il s'agit d'une adaptation de la série télévisée turque Diamants Noirs,.
En France d'outre-mer, elle est diffusée entre le 13 mai 2021 et le 17 septembre 2021 sur le réseau Outre-mer La Première,.
En France, la série est mis en ligne depuis le 27 janvier 2025 sur la plateforme de streaming TF1+.

## Synopsis
Elisa Cantú (Angelique Boyer) n'a jamais imaginé qu'à son retour au Mexique de New York, où elle réside, elle serait confrontée à une tragédie inattendue qui changera sa vie. Le soir où Elisa fêtera son anniversaire, le destin l'amène à rencontrer Leonardo Velasco (Andrés Palacios), un policier amoureux de Julia Alvárez (Jessica Decote), une enseignante, avec qui il devait se marier. En fin de soirée, Leonardo reçoit un appel d'urgence, dans lequel la découverte de deux corps est signalée, l'un d'eux est celui de sa fiancée, qui gît à côté du corps d'Augusto Cantú (Enrique Singer), homme d'affaires millionnaire et père d'Elisa. Elisa et Leonardo se réuniront pour rechercher la vérité sur ce qui s'est passé.

## Fiche technique
- Titre original : Imperio de mentiras
- Titre français : L'Empire du mensonge
- Création : Leonardo Bechini et María Elena López d'après Diamants Noirs
- Réalisation : Walter Doehner et Juan Pablo Blanco
- Scénario : Leonardo Bechini et María Elena López
  - Développement : José Luis Durán et Giselle González
- Musique : Jordi Bachbush, Silvana Medrano et Luis Omar Parra
- Production : Julieta de la O
  - Production exécutive : Giselle González
- Société de production : Televisa
- Société de distribution : Televisa Internacional
- Pays :  Mexique
- Langue : espagnol
- Format : Couleur - HDTV 1080i - 16/9 - Son stéréophonique
- Genre : telenovela
- Durée : 60 minutes
- Dates de première diffusion :
  - Mexique : 14 septembre 2020 sur Las Estrellas
  - France : 13 mai 2021 sur le réseau Outre-mer La Première

## Distribution
- Angelique Boyer : Elisa Cantú Roble / Elisa Cantú Roble de Velasco
- Andrés Palacios : Comandante Leonardo Velasco
- Javier Jattin : Fabricio Serrano
- Susana González : Renata Cantú
- Alejandro Camacho : Eugenio Serrano
- Alejandra Robles Gil : María José Cantú
- Juan Martín Jáuregui : Marcelo Arizmendi
- Patricia Reyes Spindola : Sara Rodríguez
- Michelle González : Fernanda Navarro
- Iván Arana : Darío Ramírez
- Sandra Kai : Sonia
- Leticia Calderón : Dona Victoria Robles
- Luz Ramos : Andrea
- Verónica Langer : Piedad
- Pilar Ixquic Mata : Teresa
- Alicia Jaziz : Clara
- Hernán Mendoza : José Luis Velasco
- Iliana Fox : Cristina
- Ricardo Reynaud : Mario
- Cecilia Toussaint : Nieves
- Adalberto Parra : Justino
- Assira Abbate : Leslie
- Jessica Decote :Julia Alvárez
- Enrique Singer : Augusto Cantú

## Production
La production a été annoncée le 20 janvier 2020 par Patricio Wills (président de Televisa Studios), dans le cadre de NAPTE 2020 avec d'autres nouvelles productions. Le 30 janvier 2020, la productrice Giselle González a confirmé qu'Andrés Palacios et Angelique Boyer avaient été sélectionnés pour jouer dans la telenovela. La production a commencé le tournage le 2 mars 2020, donnant le clap officiel et confirmant une partie de la distribution, y compris Susana González , Leticia Calderón, Alejandro Camacho (de retour à Televisa ).
À l'origine, la telenovela avait prévu de sortir le 4 mai 2020, supplantant la troisième saison de Sin miedo a la verdad aux heures de grande écoute de Las Estrellas, mais en raison de la pandémie COVID-19 au Mexique, ce n'était plus le cas.  Le 29 mars 2020, Televisa a ordonné de suspendre temporairement le tournage de tout programme enregistré dans ses studios, par conséquent, la production a réalisé son dernier enregistrement le 27 mars 2020, ne réussissant à enregistrer que 20 des 80 épisodes prévus. En réaction à ce qui précède, Televisa a décidé de reporter la première de la telenovela jusqu'à nouvel ordre et, en urgence, des archives antérieures ont été diffusées, telles que Silvia Pinal, frente a ti et Hoy voy a cambiar, et programmant plus tôt que prévu la troisième production de la franchise Fábrica de sueños: Rubí.
Pendant la pandémie, outre que la production en était affectée, le départ de deux acteurs qui faisaient partie de son casting a également été ajouté : Roberto Romano, en raison d'un scandale où des messages présumés de haine et de discrimination contre une femme ont été divulgués et la première actrice Angelina Peláez, qui a refusé de continuer à enregistrer parce qu'elle fait partie des personnes vulnérables au COVID-19 et pour éviter d'être contaminée. En conséquence, les acteurs Javier Jattin et Patricia Reyes Spindola ont rejoint la production pour les remplacer.
La production ainsi que d'autres tels que : L'Amour en héritage, La mexicana y el güero et Par-Delà l'amour  entre autres, ont repris le tournage la première semaine de juin 2020, donnant le drapeau officiel de reprise des enregistrements le 16 du même mois, pour Alfonso de Angoitia et Bernardo Gómez, PDG de Televisa. Toujours le même jour, la production a été présentée lors de l'Up-front virtuel d'Univision pour la saison télévisée 2020-2021. La telenovela a été adaptée par Leonardo Bechini et María Elena López, la direction technique est formée par Armando Zafra et Luis Arturo Rodríguez aux caméras, Luis García et Hugo Muñoz à la photographie, et la mise en scène est de Walter Doehner et Juan Pablo Blanco ; après avoir envisagé environ 92 épisodes.

## Audiences
Sur l'ensemble de sa diffusion, du 14 septembre 2020 au 17 janvier 2021, la telenovela rassemble entre 2 300 000 et 3 400 000 téléspectateurs,.
La chaîne Las Estrellas revendique une audience de près de 3 300 000 téléspectateurs le 17 janvier 2021.

## Autres versions
- Kara Para Aşk (2014-2015)

## Diffusion internationale
| Pays                    | Chaîne              | Titre                     | Première diffusion | Dernière diffusion |
| ----------------------- | ------------------- | ------------------------- | ------------------ | ------------------ |
| Mexique                 | Las Estrellas       | Imperio de mentiras       | 14 septembre 2020  | 17 janvier 2021    |
| États-Unis              | Univision           | Imperio de mentiras       | 21 septembre 2020  | 7 février 2021     |
| République dominicaine  | Telemicro           | Imperio de mentiras       | 16 novembre 2020   | 14 février 2021    |
| Colombie                | Caracol Televisión  | Imperio de mentiras       | 25 novembre 2020   | 18 février 2021    |
| Honduras                | Canal 5 El Líder    | Imperio de mentiras       | 2 décembre 2020    | 8 mars 2021        |
| Le Salvador             | Canal 6             | Imperio de mentiras       | 10 décembre 2020   | 17 mars 2021       |
| Angola                  | Zap Novelas         | Imperio de mentiras       | 11 janvier 2021    | 20 avril 2021      |
| Porto Rico              | Univision PR        | Imperio de mentiras       | 18 janvier 2021    | 27 avril 2021      |
| Albanie                 | Tring Albania       | Perandoria e gënjeshtrave | 15 février 2021    | 23 juin 2021       |
| Amérique latine         | Las Estrellas LATAM | Imperio de mentiras       | 8 mars 2021        | 11 juillet 2021    |
| Guatemala               | Las Estrellas LATAM | Imperio de mentiras       | 8 mars 2021        | 11 juillet 2021    |
| Costa Rica              | Las Estrellas LATAM | Imperio de mentiras       | 8 mars 2021        | 11 juillet 2021    |
| Venezuela               | Las Estrellas LATAM | Imperio de mentiras       | 8 mars 2021        | 11 juillet 2021    |
| Argentine               | Las Estrellas LATAM | Imperio de mentiras       | 8 mars 2021        | 11 juillet 2021    |
| Le Kenya                | Citizen TV          | Empire of Lies            | 19 avril 2021      | 28 août 2021       |
| Département d'Outre Mer | La Première         | L'empire du mensonge      | 12 mai 2021        | 17 septembre 2021  |
| Département d'Outre Mer | La Première         | L'empire du mensonge      | 13 mai 2021        | 17 septembre 2021  |
| Département d'Outre Mer | La Première         | L'empire du mensonge      | 17 mai 2021        | 21 septembre 2021  |
| Département d'Outre Mer | La Première         | L'empire du mensonge      | 18 mai 2021        | 22 septembre 2021  |
| Roumanie                | Pro 2               | Imperiul minciunilor      | 1er juin 2021      | 16 juillet 2021    |
| Pologne                 | Novelas +           | Imperium Klamstw          | 13 octobre 2021    | 17 février 2022    |
| Brésil                  | Globoplay           | Império de mentiras       | 7 février 2022     | 7 février 2022     |